# I. Péter veszprémi püspök
Péter (12. század) magyar katolikus főpap.

## Élete
1134 tavaszán II. Lothár német-római császárnál járt követségben. 1137 elején részt vett Esztergomban az apácák szigetén tartott gyűlésen, ahol II. Béla magyar király másodszülött fiát, az öt esztendős László herceget Bosznia hercegévé nevezte ki. Jelen volt 1138 elején a „rendbe szedett” dömösi monostor bemutatásán.
A Magyar Archontológiában székét 1135 és 1138. szeptember 3. között töltötte be.